# Interstate 24
Interstate 24 (afgekort I-24) is een Interstate Highway in de Verenigde Staten. De snelweg begint bij Goreville (Illinois) en eindigt in East Ridge (Tennessee). De snelweg is een onderdeel van de verbinding tussen Saint Louis (Missouri) en Atlanta (Georgia).

## Lengte

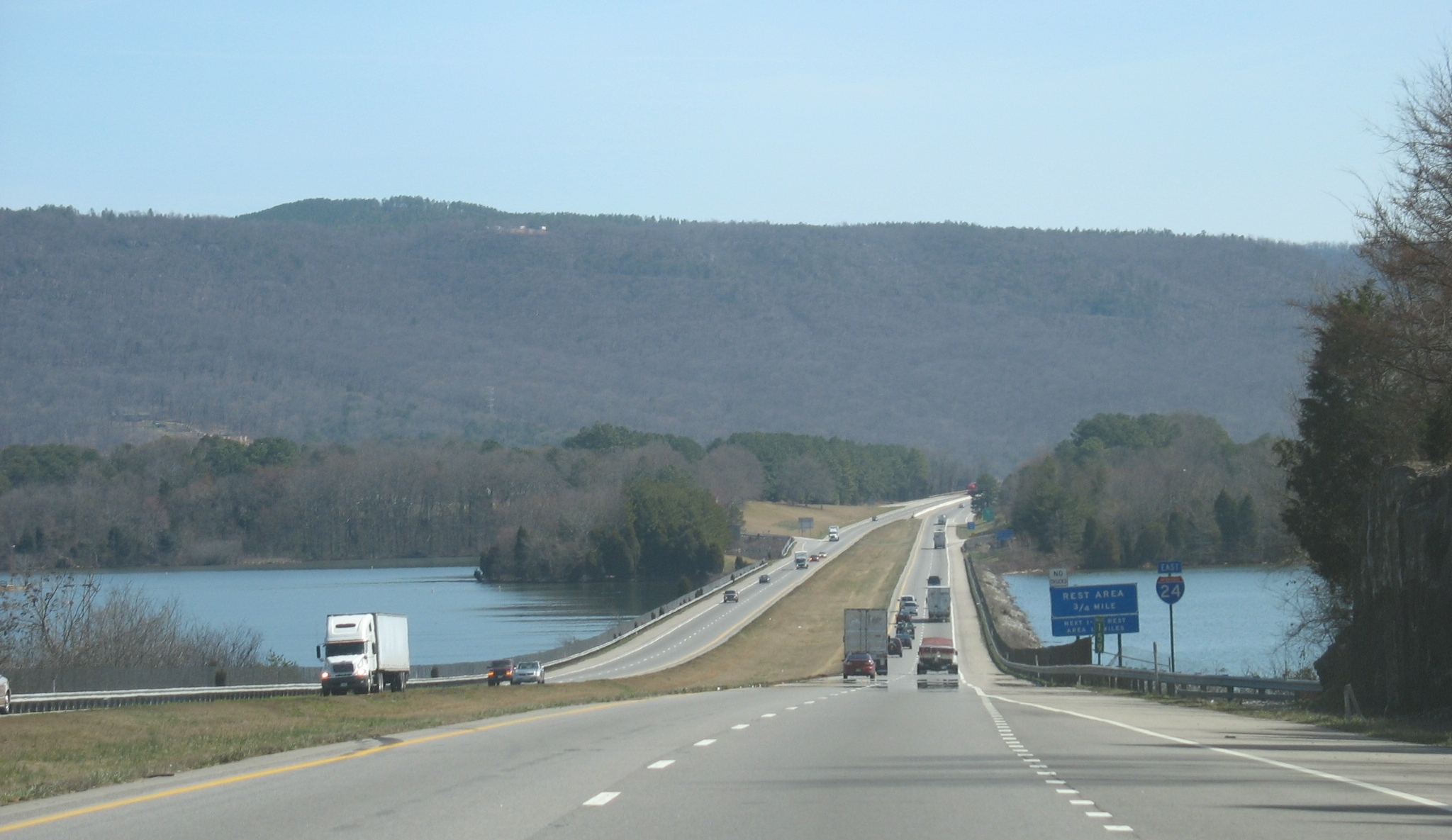
Interstate 24

| Staat     | km     | mijl   |  |
|           |        |        |  |
| Illinois  | 60     | 37     |  |
| Kentucky  | 151    | 94     |  |
| Tennessee | 291    | 181    |  |
| Georgia   | 6.60   | 4.10   |  |
|           |        |        |  |
| Totaal    | 508.60 | 316.10 |  |

## Belangrijke steden aan de I-24
Paducah - Clarksville - Nashville (via I-65 en I-40) - Murfreesboro - Chattanooga